# Благинин, Семён Маркович
Семён Маркович Благинин (1913 — 5 марта 1995) — бригадир проходчиков Осинниковского стройуправления треста «Томусашахтострой» комбината Кузбассшахтострой, г. Осинники, Герой Социалистического Труда (1957).

## Биография
Родился 14 сентября 1913 года в с. Большеречье (ныне — Кыштовского района Новосибирской области). До приезда в Кузбасс занимался сельскохозяйственным трудом вместе с родителями. В 1932 году приехал в Новокузнецк. С марта 1932 г. работает забойщиком на шахте им. Орджоникидзе. Учился в школе рабочей молодёжи, закончил 7 классов. С сентября 1938 г. по октябрь 1940 г. служил в рядах Красной Армии.
С ноября 1940 года Благинин С. М. работает проходчиком в Осинниковском шахтопроходческом управлении треста «Кузбассшахтопроходка». Возглавляемая им бригада добивалась значительных успехов. За опытом приезжали горняки со всех шахт Кузбасса.
В 1948 году был назначен горным мастером. С декабря 1950 года и до ухода на пенсию работал сквозным бригадиром проходчиков ОШПУ.
С. М. Благинин избирался депутатом Тайжинского поселкового Совета в 1958 году, в 1960 году депутатом Кемеровского областного Совета депутатов трудящихся.
Ушел на пенсию в ноябре 1963 года.

## Награды
- медаль «За доблестный труд в Великой Отечественной войне 1941—1945 гг.» (1946)
- знак «Почётный шахтёр СССР» (14.8.1950)[1]
- орден Ленина (1953)
- орден Трудового Красного Знамени (1953)
- звание Героя Социалистического Труда (26.4.1957)[2] — за достигнутые высокие темпы и производственные показатели по проходке вертикальных стволов и горизонтальных выработок на строительстве шахты «Капитальная-3» и за активное участие в социалистическом соревновании